# Conselho da FIFA
O Conselho da FIFA (antigo nome: Comitê Executivo da FIFA) é uma instituição da FIFA (órgão dirigente da associação de futebol, futsal e futebol de praia). É o principal órgão decisório da organização nos intervalos do Congresso da FIFA. Seus membros são eleitos pelo Congresso da FIFA. O conselho é um órgão não executivo, supervisor e estratégico que define a visão da FIFA e do futebol global.

## Novo Conselho da FIFA
Após o Congresso Extraordinário da FIFA de 2016, a FIFA anunciou que um novo conjunto de estatutos entraria em vigor. Essas mudanças fizeram com que o Comitê Executivo da FIFA mudasse, para se tornar o Conselho da FIFA, com uma nova estrutura e mais poder. É liderado pelo Presidente da FIFA. Também foi anunciado que o Secretário-Geral agora se reportará ao conselho e trabalhará com um Diretor de Conformidade, que monitora a organização em seu trabalho. Todos os membros existentes do comitê permaneceram no cargo até que seus respectivos cargos fossem reeleitos em suas respectivas confederações. Os novos membros do Conselho da FIFA entraram em vigor em 30 de setembro de 2016. Há um total de 37 novos membros no conselho. Entrou em vigor antes do Congresso Ordinário da FIFA de 2016.
O novo conselho será composto pelos seguintes indivíduos:
- O presidente
- CONMEBOL: um vice-presidente e quatro membros
- AFC: um vice-presidente e seis membros
- UEFA: três vice-presidentes e seis membros
- CAF: um vice-presidente e seis membros
- CONCACAF: um vice-presidente e quatro membros
- OFC: um vice-presidente e dois membros

## Membros
| Composição do Conselho da FIFA                                   | Composição do Conselho da FIFA | Composição do Conselho da FIFA  | Composição do Conselho da FIFA          | Composição do Conselho da FIFA | Composição do Conselho da FIFA |
| Presidente                                                       | Presidente                     | Presidente                      | Presidente                              | Presidente                     | Presidente                     |
| ---------------------------------------------------------------- | ------------------------------ | ------------------------------- | --------------------------------------- | ------------------------------ | ------------------------------ |
| Gianni Infantino · Suiça / Itália                                |                                |                                 |                                         |                                |                                |
| Vice-Presidentes                                                 |                                |                                 |                                         |                                |                                |
| AFC (Ásia)                                                       | UEFA (Europa)                  | CAF (África)                    | CONCACAF (América do Norte)             | CONMEBOL (América do Sul)      | OFC (Oceania)                  |
| Salman Bin Ibrahim Al-Khalifa · Bahrain · Vice-Presidente Sênior | Aleksander Čeferin · Eslovênia | Patrice Motsepe · África do Sul | Victor Montagliani · Canadá             | Alejandro Domínguez · Paraguai | Lambert Maltock · Vanuatu      |
| Salman Bin Ibrahim Al-Khalifa · Bahrain · Vice-Presidente Sênior | Sándor Csányi · Hungria        | Patrice Motsepe · África do Sul | Victor Montagliani · Canadá             | Alejandro Domínguez · Paraguai | Lambert Maltock · Vanuatu      |
| Salman Bin Ibrahim Al-Khalifa · Bahrain · Vice-Presidente Sênior | Debbie Hewitt · Inglaterra     | Patrice Motsepe · África do Sul | Victor Montagliani · Canadá             | Alejandro Domínguez · Paraguai | Lambert Maltock · Vanuatu      |
| Membros                                                          |                                |                                 |                                         |                                |                                |
| AFC (Ásia)                                                       | UEFA (Europa)                  | CAF (África)                    | CONCACAF (América do Norte)             | CONMEBOL (América do Sul)      | OFC (Oceania)                  |
| Hamad bin Khalifa Al Thani · Catar                               | Evelina Christillin · Itália   | Hany Abo Rida · Egito           | Sonia Bien-Aime · Ilhas Turcas e Caicos | Ramón Jesurún · Colômbia       | Rajesh Patel · Fiji            |
| Yasser Al Misehal · Arábia Saudita                               | Bernd Neuendorf · Alemanha     | Fouzi Lekjaa · Marrocos         | Rodolfo Villalobos · Costa Rica         | Maria Sol Muñoz · Equador      | Johanna Wood · Nova Zelândia   |
| Mariano Araneta · Filipinas                                      | Giorgos Koumas · Chipre        | Mamoutou Touré · Mali           | Cindy Parlow Cone · Estados Unidos      | Ednaldo Rodrigues · Brasil     |                                |
| Kanya Keomany · Laos                                             | Vago                           | Amaju Pinnick · Nigéria         | Randy Harris · Barbados                 | Ignacio Alonso · Uruguai       |                                |
| Datuk Haji Hamidin Bin Haji Mohd Amin · Malásia                  | Dejan Savićević · Montenegro   | Mathurin de Chacus · Benim      |                                         |                                |                                |
| Kozo Tashima · Japão                                             | Răzvan Burleanu · Romênia      | Thomas Daddy Brima · Serra Leoa |                                         |                                |                                |
| Secretário(a)-Geral                                              |                                |                                 |                                         |                                |                                |
| Fatma Samoura · Senegal                                          |                                |                                 |                                         |                                |                                |